# Троцкий и Ленин
В настоящей статье представлена история взаимоотношений между советскими политиками В. И. Лениным и Л. Д. Троцким. Они отличались значительными фракционными колебаниями, в результате которых политические платформы Ленина и Троцкого совпадали далеко не всегда. На II съезде РСДРП Троцкий поддержал платформу Ленина по вопросу ассимиляции евреев и отказа от автономии еврейской партии Бунд внутри социал-демократии. Однако в период своей второй эмиграции Троцкий не поддержал ленинский курс на выделение из состава РСДРП большевистской фракции, в 1911—1912 году оба политика фактически обменивались взаимной руганью. В период 1917—1921 Ленин и Троцкий пришли к выводу о совпадении своих взглядов на тот момент и составили блок, отношения в котором были, по выражению личного секретаря Сталина Б. Г. Бажанова, идеальными. В период революции и Гражданской войны Ленин и Троцкий фактически превратились в первых лиц государства. Первые серьёзные разногласия произошли во время дискуссии о профсоюзах 1920—1921 годов. В конце 1922 года Ленин (по утверждениям Троцкого) предложил ему составить блок на почве борьбы с бюрократизмом, однако вскоре Ленин вследствие тяжёлой болезни отошёл от дел и в 1924 году умер.

## Первая эмиграция Троцкого
В 1902 году молодой Лев Бронштейн, выправив себе фальшивый паспорт на фамилию Троцкий, бежал из ссылки в Иркутской губернии за границу и, прибыв по рекомендации Г. М. Кржижановского к Ленину в Лондон, становится постоянным сотрудником газеты «Искра».
А. В. Луначарский о молодом Троцком писал: «…Заграничную публику Троцкий поразил своим красноречием, значительным для молодого человека образованием и апломбом. …Очень серьёзно к нему не относились по его молодости, но все решительно признавали за ним выдающийся ораторский талант и, конечно, чувствовали, что это не цыплёнок, а орлёнок».
Конфликты в редакции «Искры» между «стариками» (Г. В. Плехановым, П. Б. Аксельродом, В. И. Засулич) и «молодыми» (В. И. Лениным, Ю. О. Мартовым и А. Н. Потресовым) побудили Ленина предложить Троцкого в качестве седьмого члена редколлегии; однако, поддержанный всеми членами редколлегии, Троцкий был в ультимативной форме забаллотирован Плехановым.
На II съезде РСДРП, летом 1903 года, Троцкий так горячо поддерживал Ленина, что Д. Рязанов окрестил его «ленинской дубинкой». Однако предложенный Лениным новый состав редколлегии (Плеханов, Ленин, Мартов, с исключением из неё Аксельрода и Засулич) побудил Троцкого перейти на сторону обиженного меньшинства. Троцкий не соглашался с «якобинством» Ленина и его концепцией авторитарной организации партии.
Одной из основных тем для разногласий на II Съезде стал вопрос об автономии еврейской социалистической партии Бунд, настаивавшей на том, что она «должна стать единственным представителем еврейского пролетариата», входя при этом в состав РСДРП на правах автономной организации. Такая платформа подверглась критике Ленина за её «кастовость». Ленинская позиция «ассимиляции» евреев была поддержана Троцким и Мартовым. Отказ партии признать автономию Бунда привёл к тому, что его делегация покинула съезд, заявив о своём выходе из состава РСДРП.
Вместе с тем Троцкий отказывается поддержать курс Ленина на выделение большевиков из РСДРП в самостоятельную партию, построенную на началах централизации («демократический централизм») и обязательности выполнения нижестоящими приказов вышестоящих («партийная дисциплина»). Подобные черты ленинской организации вызывают обвинения в «авторитаризме» и «сектантстве».
Ссора Троцкого с Лениным обострилась со II съезда Заграничной лиги русской революционной социал-демократии (октябрь 1903 года), где он выступил в поддержку предложенных Мартовым меньшевистских взглядов на партстроительство, хотя и допустил ряд резких слов в адрес меньшевиков и Плеханова. Троцкий высказывался в пользу коллективного руководства пока ещё единой РСДРП, против его подмены правлением отдельных лиц, в первую очередь Ленина, которого он обвинил в том, что он подменяет диалектику метафизикой. По итогам съезда Ленин написал работу «Шаг вперёд, два шага назад», обвиняющую меньшевиков в «оппортунизме». Троцкий в этой работе был причислен к меньшевикам, особо Ленин отметил его «нетактичность».
В ответ на эту работу Троцкий написал в 1904 году статью «Наши политические задачи». В ней он обвинил Ленина в псевдомарксистской демагогии и попытках насадить в РСДРП «казарменный режим»:

Для него [Ленина] марксизм не метод научного исследования, налагающий большие теоретические обязательства, нет, это… половая тряпка, когда нужно затереть свои следы, белый экран, когда нужно демонстрировать своё величие, складной аршин, когда нужно предъявить свою партийную совесть!.. 
…Диалектике нечего делать с тов. Лениным… Армия нашего генералиссимуса тает, и «дисциплина» грозит повернуться к нему не тем концом.

Статья содержала оскорбления в адрес Ленина, который назывался «бойким статистиком», «неряшливым адвокатом» (намёк на основную профессию Ленина), «Максимильеном Лениным», по аналогии с Робеспьером («я знаю только две партии — плохих граждан и хороших граждан… Этот политический афоризм … начертан в сердце Максимильена Ленина»). Кроме того, статья демонстративно была посвящена одному из лидеров меньшевизма, «дорогому учителю Павлу Борисовичу Аксельроду».
Впоследствии, в советский период, Троцкий очень не любил вспоминать об этой работе, хотя о ней не забыли его политические противники. В указанной статье Троцкий ещё в 1904 году предсказал будущее ленинских принципов партстроительства: «Аппарат партии замещает партию, Центральный Комитет замещает аппарат и, наконец, диктатор замещает Центральный Комитет». Уже в 1930-е годы, констатируя, что подобный прогноз сбылся, Троцкий, впрочем, заметил, что он «вовсе не отличается исторической глубиной», и что он всего лишь считал ленинский централизм чрезмерным, и потому в полемике довёл его до абсурда.
Впрочем, пророчество Троцкого смотрелось довольно обычно в ряду аналогичных статей Мартова и Аксельрода. Так, патриарх меньшевизма Аксельрод П. Б. называл ленинские доктрины «мелкобуржуазной утопией теократического характера».
Озлобленный Ленин не остался в долгу. В октябре 1904 года, в письме Стасовой Е. Д. он назвал брошюру Троцкого «наглым лганьём, искажением фактов». Вскоре он начал называть Троцкого «Балалайкиным» (именем персонажа романа Салтыкова-Щедрина «Современная идиллия»).
Вместе с тем, в 1904 году, когда между большевиками и меньшевиками обнаружились серьёзные политические разногласия, Троцкий отошёл также и от меньшевиков и сблизился с А. Л. Парвусом, который увлёк его теорией «перманентной революции». Параллельно он продолжал выступать за объединение партии. Новые статьи Троцкого начали демонстрировать резкие различия с работами Мартова, Аксельрода и Плеханова, отличаясь от них гораздо большей злобностью по отношению к царскому правительству. Меньшевики начинают подозревать Троцкого в стремлении создать свою собственную партию, отдельную и от большевиков, и от меньшевиков.
По крайней мере до мая 1917 года Троцкий остаётся нефракционным социал-демократом, выступающим за преодоление раскола РСДРП на меньшевиков и большевиков (см. также Межрайонцы).

## Конфликт Троцкого и Ленина 1911—1912
С 1910 года между Лениным и Троцким развернулась борьба за организацию объединённой большевистско-меньшевистской партконференции под объединительными лозунгами. Цели их были противоположными: если Троцкий думал о воссоединении, то Ленина волновало в первую очередь поглощение меньшевиков большевиками. В 1911 году Ленин начал подготавливать внутрибольшевистскую фракционную конференцию, которую он называл общепартийной, в рамках пока ещё единой РСДРП. Троцкий в это время пытался собрать «примиренческую», объединённую большевистско-меньшевистскую партконференцию, с огромным трудом преодолевая разногласия между различными социал-демократическими фракциями. В январе 1912 года Ленин провёл в Праге фракционную большевистскую конференцию, которую он назвал VI партконференцией РСДРП.
В августе 1912 года Троцкому с огромными усилиями всё-таки удалось созвать в Вене объединённую партконференцию («Августовский блок»), представлявшую парторганизации (в рамках пока ещё единой РСДРП) Петербурга, Москвы, Севастополя, Одессы, Баку и Красноярска, также представителей Бунда, Польской социалистической партии, Социал-демократии Литовского края и т.д. Вместе с тем свою задачу Венская конференция не выполнила, так как от участия в ней уклонились большевики и некоторые другие, более мелкие фракции. Ленин назвал Августовский блок «архиглупой затеей», и участвовать в нём отказался.
Объединить разрозненные, и враждовавшие друг с другом социал-демократические фракции Троцкому так и не удалось. Кроме Ленина, в конференции не стал участвовать Плеханов, приславший издевательски вежливый отказ. Из известных деятелей социал-демократии на конференции присутствовали, кроме самого Троцкого, только Мартов и Аксельрод, к тому моменту уже его недолюбливавшие.
В 1911—1912 Троцкий и Ленин находились в состоянии острого конфликта. В 1912 году Ленин назвал Троцкого «Иудушкой» (по популярной легенде, Ленин также якобы назвал Троцкого «политической проституткой») в своей заметке с вызывающим названием «О краске стыда у Иудушки Троцкого». Ленин оставил эту заметку в состоянии черновика; впервые она была опубликована уже после его смерти, в 1932 году.
В 1912 году Ленин окончательно взял курс на раскол пока ещё единой РСДРП, и выделение её большевистской фракции в самостоятельную партию. Троцкий стоял у него на пути, как главный, на тот момент, сторонник «примиренчества». Сразу после большевистской конференции в январе 1912 года в Праге Троцкий осудил её в германской социал-демократической газете «Vorwärts», как ведущую к фракционному расколу, подменяющую общепартийную конференцию фракционной. Ленин назвал эту статью «бешеной и гнусной», и отправил в газету свой ответ, но редакция отказалась его печатать из-за содержавшихся в нём грубых оскорблений.
23 апреля (6 мая) 1912 года Ленин начал выпускать собственную газету «Правда», название которой совпало с газетой самого Троцкого, которую тот с 3 (16) октября 1908 года выпускал в Вене и с помощью рабочих-добровольцев распространял в России, в первую очередь в Санкт-Петербурге. Все протесты венской газеты были Лениным проигнорированы. Тем временем в венской «Правде» Троцкого конференция ленинцев в Праге именовалась, например, «набегом на партию».
В своих публичных выступлениях озлобленный Троцкий старался вести себя дипломатично, так как он пытался примирить противоборствующие фракции. Однако в частных письмах он давал волю чувствам. В письме Аксельроду он назвал Ленина «паразитом», в письме к Чхеидзе в 1913 году Троцкий высказывает своё раздражение тем, что Ленин «перехватил» у него газету «Правда»:
| Дорогой Николай Семенович. Во-первых, позволяю выразить вам благодарность за то — не только политическое, но и эстетическое удовольствие, которое получаешь от ваших речей … Да и вообще нужно сказать: душа радуется, когда читаешь выступления наших депутатов, письма рабочих в редакции «Луча» или когда регистрируешь факты рабочего движения. И каким-то бессмысленным наваждением кажется дрянная склока, которую систематически разжигает сих дел мастер Ленин, этот профессиональный эксплуататор всякой отсталости в русском рабочем движении. Ни один умственно неповрежденный европейский социалист не поверит, что возможен раскол из-за тех маргариновых разногласий, которые фабрикуются Лениным в Кракове. «Успехи» Ленина сами по себе, каким бы тормозом они не являлись, не внушают мне больше опасений. Теперь не 1903 и не 1908 год. На «темные деньги», перехваченные у Каутского и Цеткин, Ленин поставил орган; захватил для него фирму популярной газеты и, поставив «единство» и «неофициальность» её знаменем, привлек читателей-рабочих, которые в самом появлении ежедневной рабочей газеты естественно видели огромное своё завоевание.— Письмо Троцкого Чхеидзе, 1913 г. |

Далее Троцкий заметил, что «всё здание ленинизма в настоящее время построено на лжи и фальсификации и несет в себе ядовитое начало собственного разложения».
Отстоять у Ленина «Правду» Троцкому так и не удалось: 23 апреля (6 мая) 1912 года вышел последний номер венского издания.
В свою очередь, Ленин упрекает Троцкого в беспринципности, и «тушинских перелётах» из одной социал-демократической фракции в другую («Троцкий был в 1903 году меньшевиком, отошёл от меньшевиков в 1904 году, вернулся к меньшевикам в 1905 году…в 1906 году опять отошёл…»). Термин «тушинский перелёт» отсылает к перебежчикам, которые неоднократно «перелетали» из Москвы в Тушинский лагерь Лжедмитрия II и обратно в Смутное время.
Как отмечает историк Дмитрий Волкогонов, вплоть до 1917 года Ленин считал Троцкого «прозападным социал-демократом», в июле 1916 года назвав его «каутскианцем» и «эклектиком». В письме Инессе Арманд 19 февраля 1917 года Ленин высказывается о Троцком так: «…приехал Троцкий [в Америку], и сей мерзавец сразу снюхался с правым крылом „Нового мира“ против левых цимервальдцев!! Так-то!! Вот так Троцкий!! Всегда равен себе = виляет, жульничает, позирует как левый, помогает правым, пока можно».
Сам Троцкий фактически объясняет свои фракционные колебания амбициозным желанием стоять «вне фракций». Суханов Н. Н. в своей работе «Записки о революции» упоминает о своей личной беседе с Троцким в середине 1917 года. Когда Суханов «пожаловался», что оказался в унизительном положении «меньшинства среди меньшинства», Троцкий в ответ заметил, что «не лучше ли в таком случае открыть собственную газету», то есть фактически создать собственную социал-демократическую фракцию.
Ещё одной, менее известной стороной конфликта стало царское охранное отделение. Полиция опрометчиво считала, что взятый Лениным курс на раскол пока ещё единой РСДРП, и выделение большевистской фракции в самостоятельную партию объективно ослабит революционное движение. С огромным трудом организованный Троцким «примиренческий» Августовский блок 1912 года был нашпигован агентами охранного отделения, делавшими всё, чтобы его сорвать. Полиции также удалось внедрить в редакцию ленинской «Правды» своего агента Мирона Черномазова (Лютеков, «Москвич»), в 1913 году даже ставшего её главным редактором. Но всё это померкло перед деятельностью агента охраны Романа Малиновского, который пользовался полным доверием Ленина, был членом ленинского ЦК и возглавлял фракцию большевиков в Госдуме.
Сталин презрительно комментирует эмигрантские идеологические распри выражением «Буря в стакане воды», заметив в письме большевику Бобровскому В. С. 24 января 1911 года, что «О заграничной „буре в стакане воды“, конечно, слышали: блоки Ленина — Плеханова, с одной стороны, и Троцкого — Мартова — Богданова, с другой». Сталин также неоднократно замечает «мы — практики», противопоставляя большевиков-эмигрантов, до революции фактически составлявших идеологический центр партии, и большевиков, находившихся непосредственно в России на нелегальной революционной работе.

## Блок Ленин — Троцкий (1917—1920)
Февральская революция 1917 года стала неожиданностью как для Троцкого, так и для Ленина, которые оба в этот период находились в эмиграции. Ленину удалось вернуться в Россию из Швейцарии в апреле, тогда как Троцкому пришлось совершить гораздо более длинный и нелёгкий путь и провести месяц интернированным на территории Канады, и прибыл он в Петроград лишь в начале мая.

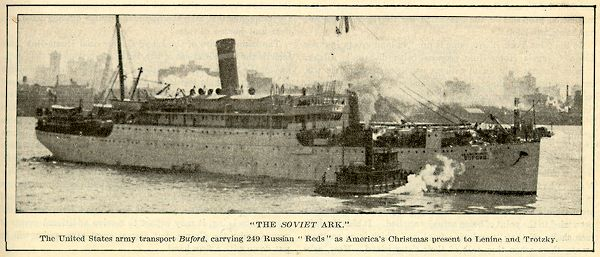
Американский корабль «Буфорд», на котором 21 декабря 1919 года, в период первой «красной угрозы», были депортированы из США в Советскую Россию 249 недавних иммигрантов. Надпись: «Советский Ковчег. Транспорт армии Соединённых Штатов 'Буфорд' везёт Ленину и Троцкому 249 красных в подарок на Рождество».

После возвращения Троцкий становится лидером Межрайонной организации объединённых социал-демократов («межрайонцев»), выступавших за восстановление единства РСДРП. Существенных идеологических различий между «межрайонцами» и большевиками не было: и те, и другие поддерживали лозунги роспуска Временного правительства («перерастания буржуазной революции в социалистическую») и немедленного мира («демократический мир без аннексий и контрибуций»). В состав «Межрайонки» входил ряд способных агитаторов во главе с Троцким, однако сама по себе эта организация была слишком слаба и малочисленна, чтобы действовать как независимая партия; к моменту прибытия Троцкого из эмиграции фракция как раз обдумывала своё возможное слияние с большевиками либо какой-либо другой левой группировкой.
…большевики составляли компактное меньшинство решительных людей, которые знали, чего они хотели и как этого достигнуть. Кроме того, на их стороне было превосходство ума, а с помощью своих германских покровителей они проявили организационный талант, которого у них сначала не предполагали. Как ни велико мое отвращение к их террористическим методам, и как ни оплакиваю я разрушение и нищету, в которую они ввергли свою страну, однако я охотно соглашаюсь с тем, что и Ленин и Троцкий — необыкновенные люди. Министры, в руки которых Россия отдала свою судьбу, оказались все слабыми и неспособными, а теперь, в силу какого-то жестокого поворота судьбы, единственные два действительно сильные человека, которых она создала в течение войны, были предназначены для того, чтобы довершить её разорение.
Вернувшись из эмиграции, Ленин взял курс на поглощение большевиками идейно близких к ним межрайонцев и меньшевиков-интернационалистов («левых меньшевиков»). В свою очередь, Троцкий после провала в 1912 году Августовского блока, и с началом в 1914 году Первой мировой войны начал охладевать к идее «примиренчества». Его статьи сосредоточились на пропаганде прекращения войны и дальнейшего углубления революции в России.
Ораторские способности Троцкого обращают на себя внимание Ленина, и в июле фракция «межрайонцев» в полном составе присоедилась к большевикам; по выражению Луначарского (также бывшего «межрайонца»), Троцкий пришёл к большевизму «несколько неожиданно и сразу с блеском». В числе других значимых деятелей «Межрайонки» к большевикам присоединяются также В. А. Антонов-Овсеенко, М. С. Урицкий, В. Володарский, А. А. Иоффе. Первое совещание между Лениным и Троцким, на котором обсуждалось возможное слияние, прошло уже 10 мая, на конференции межрайонцев. Обе стороны приходят к выводу, что их программы действий, применительно к существовавшей тогда в России ситуации, полностью совпадают. Уже на этом совещании Ленин предлагает Троцкому вступить в ряды большевиков, однако он откладывает принятие решения, ожидая мнения своих соратников — «межрайонцев». Сам же Ленин, комментируя эти переговоры, замечает, что немедленно объединиться с Троцким им обоим мешают «амбиции, амбиции, амбиции». В свою очередь, Троцкий на конференции межрайонцев в мае 1917 года заявил, что «Я называться большевиком не могу… Признания большевизма требовать от нас нельзя».
По воспоминаниям В. С. Войтинского, Ленин неоднократно заявлял, что «партия не пансион для благородных девиц. Нельзя к оценке партийных работников подходить с узенькой меркой мещанской морали. Иной мерзавец может быть для нас именно тем полезен, что он мерзавец… У нас хозяйство большое, а в большом хозяйстве всякая дрянь пригодится». По оценке В. М. Молотова, «Ленин… умел всех использовать — и большевика, и полубольшевика, и четвертьбольшевика, но только грамотного». Луначарский отмечает, что «огромная властность и какое-то неумение или нежелание быть сколько-нибудь ласковым и внимательным к людям, отсутствие того очарования, которое всегда окружало Ленина, осуждали Троцкого на некоторое одиночество. Подумать только, даже немногие его личные друзья (я говорю, конечно, о политической сфере) превращались в его заклятых врагов».
После провала попытки июльского восстания Ленин скрылся, тогда как Троцкий был арестован. В июле на VI съезде РСДРП(б) состоялось объединение «межрайонцев» с большевиками, а сам Троцкий вошёл в состав ЦК партии. После провала Корниловского выступления в сентябре Троцкий был освобождён, как и другие арестованные в июле большевики. Большевистская газета «Рабочий путь» (так в тот момент называлась «Правда») приветствовала освобождение Троцкого словами: «Наш горячий привет освобожденному борцу, наш привет выходящему на волю из „республиканской тюрьмы“ товарищу!».
Судя по всему, Троцкий отказывался от поглощения межрайонцев большевиками в мае, так как это заведомо ставило его в подчинённое по отношению к Ленину положение. Больше его бы устроило создание некой объединённой организации, однако такой шаг, в свою очередь, категорически не устраивал Ленина. В итоге, поглощение межрайонцев большевиками было проведено VI съездом РСДРП(б) в тот момент, когда Троцкий сидел в тюрьме, и не мог выразить протест. Кроме того, съезд заочно избрал Троцкого одним из своих почётных председателей, заодно избрав его членом ЦК РСДРП(б), причём больше голосов получили только Ленин и Зиновьев.
Осенью 1917 года Троцкий стал руководителем Петроградского совета рабочих и солдатских депутатов и, по оценке Ричарда Пайпса, в отсутствие Ленина фактически возглавлял деятельность большевиков в Петрограде вплоть до его возвращения. Именно он сформировал Петроградский военно-революционный комитет (ВРК), который стал основным органом подготовки вооружённого восстания в Петрограде, и выдвинул идею назвать новое советское правительство Советом народных комиссаров.
При подготовке Октябрьской революции Ленин и Троцкий воплощали разные линии. Тогда как Ленин понимал под лозунгом «вся власть Советам» передачу власти большевикам, Троцкий понимал его, как передачу власти именно Советам, в том числе и себе лично, как председателю Петросовета.
К осени 1917 года старые разногласия Ленина и Троцкого уходят в прошлое. 8 октября 1917 года, комментируя список кандидатов в Учредительное собрание, заметил по поводу Троцкого следующее:

… никто не оспорил бы такой, например, кандидатуры, как Троцкого, ибо, во-первых, Троцкий сразу по приезде занял позицию интернационалиста [то есть прекращения войны]; во-вторых, боролся среди межрайонцев за слияние [с большевиками]; в-третьих, в тяжелые июльские дни оказался на высоте задачи и преданным сторонником партии революционного пролетариата.

1 (11) ноября 1917 на заседании Петроградского комитета РСДРП(б) по вопросу об «однородном социалистическом правительстве» Ленин называет Троцкого «лучшим большевиком» («Троцкий давно сказал, что объединение [между большевиками и меньшевиками] невозможно. Троцкий это понял, и с тех пор не было лучшего большевика»), хотя ещё в апреле в своих заметках назвал Троцкого «мелким буржуа».
В 1918 году степень доверия доходит до того, что председатель Совнаркома Ленин даже выдаёт Троцкому чистые бланки приказов, заранее Лениным подписанные. Согласно данным исследователей В. Краснова и В. Дайнеса, данное событие связано с демаршем Троцкого в июле 1919 года; из-за затянувшегося конфликта с «военной оппозицией» и подозрений ВЧК в адрес Главнокомандующего Вацетиса И. И. Троцкий подаёт в отставку с постов Предреввоенсовета, наркомвоенмора и члена Политбюро ЦК РКП(б). По оценке В. Краснова и В. Дайнеса, подобная перспектива «крайне напугала» ЦК, большинством голосов отказавшего Троцкому в этой отставке. Демонстрируя Троцкому полную поддержку, Ленин выдаёт ему заранее подписанный чистый бланк с фразой: «Товарищи! Зная строгий характер распоряжений тов. Троцкого, я настолько убеждён, в абсолютной степени убеждён, в правильности, целесообразности и необходимости для пользы дела даваемого тов. Троцким распоряжения, что поддерживаю это распоряжение всецело».

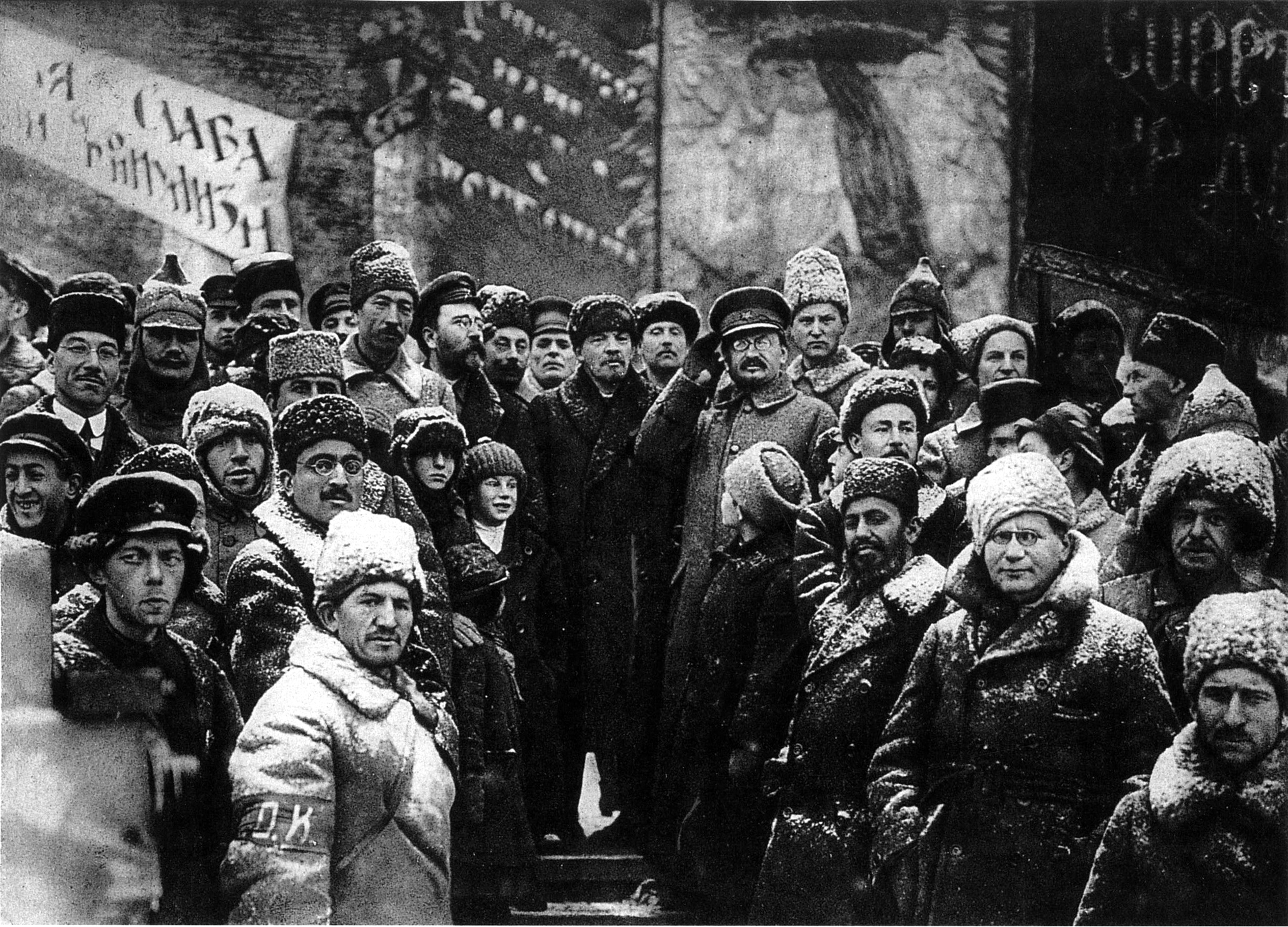
Каменев, Ленин и Троцкий на Красной площади во время празднования второй годовщины Октябрьской революции

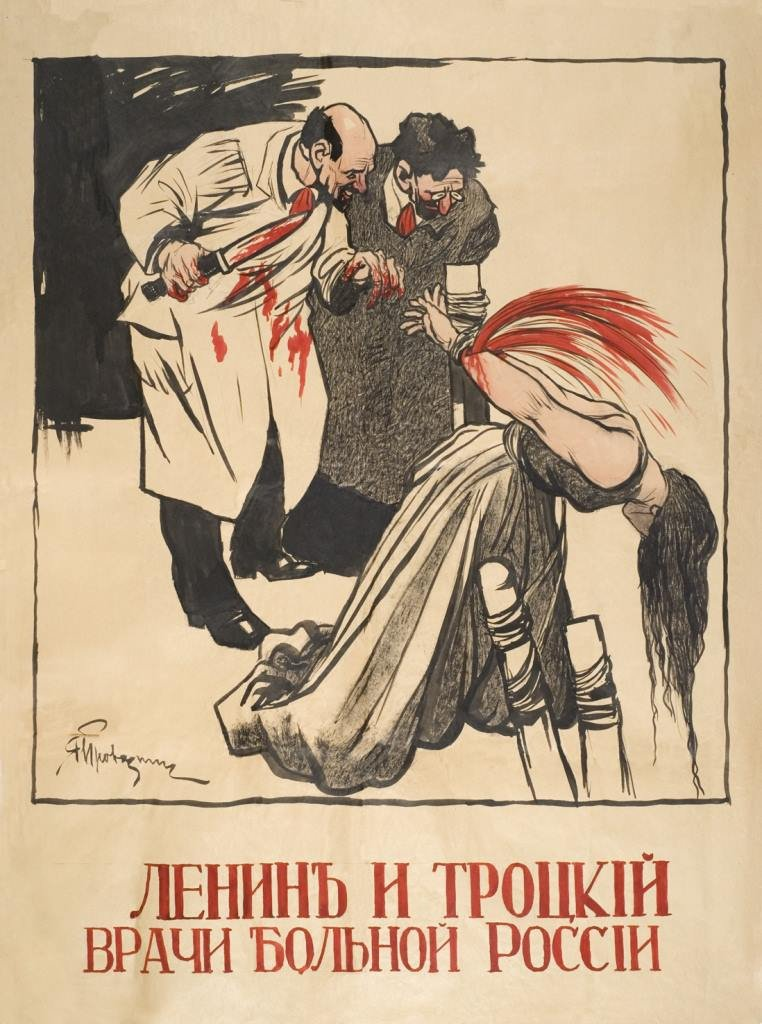
Белогвардейская карикатура «Ленин и Троцкий — врачи больной России»

Впоследствии, в своём «завещании», Ленин отмечает, что «тов. Троцкий, пожалуй, самый способный человек в настоящем ЦК, но и чрезмерно хватающий самоуверенностью и чрезмерным увлечением чисто административной стороной дела».
В декабре 1917 года Лев Троцкий, возглавив советскую делегацию в Брест-Литовске как народный комиссар иностранных дел, затягивал мирные переговоры, надеясь на скорую революцию в Центральной Европе, и через головы участников переговоров обращался с призывами о восстании к «рабочим в военной форме» Германии и Австро-Венгрии. Когда же Германия продиктовала жёсткие условия мира, Троцкий пошёл против Ленина, выступавшего за мир любой ценой, но не поддержал и Бухарина, который призывал к «революционной войне». Вместо этого он выдвинул лозунг «ни войны, ни мира», то есть призвал к прекращению войны, но предложил не заключать при этом мирного договора.
В марте-апреле 1918 года Троцкий становится наркомом по военным и военно-морским делам и принимает деятельное участие в создании Красной армии и гражданской войне. В конце 1920 г. Ленин поручает ему возглавить восстановление разрушенной транспортной системы России. Для этого Троцкий предлагает ввести на железных дорогах жёсткую военную дисциплину, при этом военизация была распространена и на профсоюзы железнодорожников и транспортных рабочих. Это привело к острой дискуссии о профсоюзах, в которой Ленин выступил против установок Троцкого.
Ричард Пайпс в целом оценивает сотрудничество Ленина и Троцкого следующим образом:
| В сентябре 1917 года, когда Ленин скрывался от полиции, руководство силами большевиков перешло к Троцкому, примкнувшему к партии двумя месяцами раньше. Игнорируя настойчивые требования Ленина немедленно осуществить захват власти, Троцкий избрал более эффективную в данных обстоятельствах стратегию, маскируя реальные намерения большевиков лозунгом передачи власти Советам. В совершенстве владея современной техникой государственных переворотов (которая, на самом деле была его изобретением), он твердо вел большевиков к победе. Троцкий идеально дополнял Ленина. Он был способнее, ярче как личность, лучше говорил и писал, мог повести за собой толпу. Ленин же был способен увлечь главным образом своих сторонников. Но Троцкий не пользовался популярностью в большевистской среде — отчасти из-за того, что поздно примкнул к партии, а до этого долгие годы обрушивался на большевиков с критикой, отчасти — из-за своего невыносимого высокомерия. В любом случае еврей Троцкий вряд ли мог рассчитывать на роль национального лидера в стране, где, независимо от любых революционных событий, евреи считались чужаками. В период революции и гражданской войны он был alter ego Ленина, его неизменным соратником. Но как только победа была достигнута, Троцкий стал помехой. |

Одним из первых заговорил о власти большевиков, как «диктатуре Ленина и Троцкого» Суханов Н. Н., уже в ноябре 1917 года заявивший: «Кому же не ясно, что перед нами нет никакой „советской“ власти, а есть диктатура почтенных граждан Ленина и Троцкого, и что диктатура эта опирается на штыки обманутых ими солдат и вооруженных рабочих, которым выданы зарвавшимися неоплатные векселя на сказочные, но не существующие в природе богатства?». Роза Люксембург летом 1918 года описывала большевистскую партию, как «Ленин, Троцкий, и их товарищи»:

…Ленин и Троцкий со своими друзьями были первыми, кто пошел впереди мирового пролетариата, показав ему пример; они до сих пор ещё единственные, кто мог бы воскликнуть вместе с Гуттеном: «Я отважился!»

В 1919 году член Комиссии Овермэна, сенатор США Кинг во время слушаний назвал правление большевиков «диктатурой Ленина и Троцкого».
В 1922 году Ленин предлагал Троцкому союз в борьбе с опасностью бюрократизации РКП(б), генеральным секретарём которой был избран Сталин. Троцкий поддержал Ленина, однако натолкнулся на противодействие Сталина, Зиновьева и Каменева.

## Дискуссия о профсоюзах (ноябрь 1920 — март 1921)

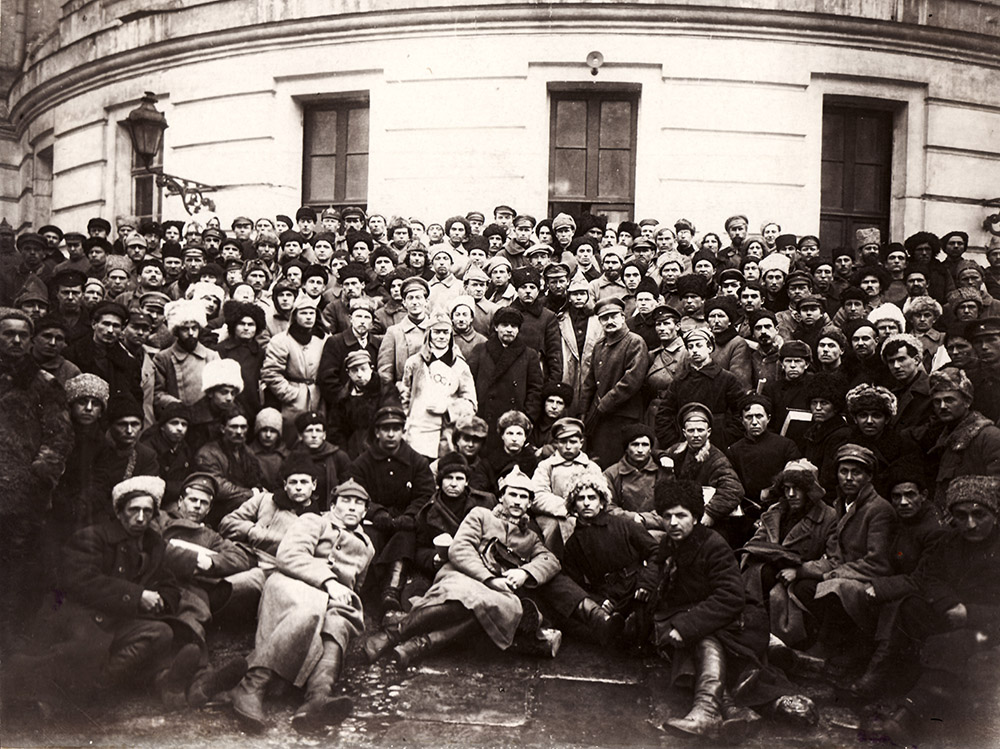
Ленин, Ворошилов и Троцкий с армейскими делегатами X съезда РКП(б) в Кремле, март 1921 г.

Дмитрий Волкогонов отмечает, что Троцкий «какое-то время по популярности он совсем не уступал признанному лидеру большевиков. Два ярко выраженных лидера октябрьского переворота в глазах общественного мнения олицетворяли большевистскую диктатуру».
По оценке секретаря Сталина Бажанова Б. Г., во время Гражданской войны «сотрудничество Ленина и Троцкого было превосходным», и ещё в 1920 году «страна и партия считают вождями революции Ленина и Троцкого, далеко впереди всех остальных партийных лидеров». С окончанием же Гражданской войны значительное усиление Троцкого, как главы Красной армии, перестало устраивать Ленина, предвидевшего «важный и опасный поворот при переходе к мирному строительству». Как считал Бажанов, с 1920 года Ленин начинает сколачивать «твёрдое» большинство в ЦК, возвысив в первую очередь личных врагов Троцкого — Зиновьева и Сталина.
Непосредственный очевидец событий Либерман С. И. так описывает положение Троцкого к концу Гражданской войны:

Вообще, в борьбе против контрреволюции и иностранной интервенции Троцкий всегда был на первом плане. В то время Ленина называли «мозгом и волей революции», а Троцкого — «её разящим мечом». Это пышное определение вполне соответствовало той несколько театральной шумихе, которой он любил окружать свои выступления.
… Чувствуя за собой поддержку Ленина, Троцкий на заседаниях, где я его наблюдал, держал себя обособленно, говорил очень авторитетно, а по мере того, как развивались его успехи на фронте, в его поведении появилось даже нечто вызывающее. Эти вызывающие нотки звучали в особенности по адресу, так называемых, хозяйственников, которые в ту пору никакими успехами похвастаться не могли. Они должны были снабжать армию, работа их оказалась неудовлетворительной с точки зрения как армии, так и гражданского населения. Стрелы Троцкого попадали, главным образом, в руководителей хозяйственных учреждений. Троцкий как бы говорил на этих заседаниях: Вот, погодите, мы сначала расправимся с белогвардейцами, а тогда двинемся наводить порядок внутри страны.

Первые с 1917 года заметные разногласия внутри блока Ленин — Троцкий относятся к так называемой «дискуссии о профсоюзах», ставшей одной из острейших в истории РКП(б). Опыт работы в качестве наркома путей сообщения и главы Цектрана (Центрального комитета объединённого профессионального союза работников железнодорожного и водного транспорта) убедил Троцкого в успешности методов милитаризации труда. В ноябре 1920 года Троцкий инициирует широкую общепартийную дискуссию, настаивая на милитаризации по образцу Цектрана и вообще всей промышленности, избрав основным рычагом профсоюзы.
Требования дальнейшего «закручивания гаек» прозвучали на фоне широко развернувшегося в конце 1920 — начале 1921 годов окончательного краха экономики «военного коммунизма». По оценке Ричарда Пайпса, именно в этот период слово «троцкизм» начало «становиться ругательным». По выражению современника Либермана С. И., «Троцкий хотел не демобилизовать страну, а милитаризировать хозяйство».
Дискуссия привела к расколу партии на целый ряд различных «платформ», состав и идейные взгляды которых постоянно менялись. В качестве «полюсов» же выступали платформа Троцкого, настаивавшего на дальнейшей милитаризации труда, и платформа «рабочей оппозиции», настаивавшей на преобразованиях в духе анархо-синдикализма.
Ленин отвергает платформу Троцкого, с декабря 1920 года возглавив умеренную центристскую «платформу десяти». В ряде своих статей, опубликованных в декабре 1920 — феврале 1921, Ленин обрушивается на Троцкого в выражениях, заставляющих вспомнить дореволюционную полемику двух лидеров. В своей статье «Ещё раз о профессиональных союзах, о текущем моменте и об ошибках тт. Троцкого и Бухарина» Ленин раскритиковал «администраторский подход к данному вопросу» Троцкого, посоветовав ему лучше ограничиться тем, что у него получается лучше всего — пропагандой: «Что есть хорошего у Троцкого? … несомненно хорошим и полезным является производственная пропаганда… при выступлениях, ораторских и литераторских, как участник и работник Всероссийского бюро производственной пропаганды, тов. Троцкий несомненно принес бы (и несомненно принесет) немалую пользу делу». Ленин резко возражает против требований Троцкого «перетряхнуть» профсоюзы, отметив, что «Если надо кого … „перетряхнуть“, то уже скорее не ВЦСПС, а ЦК РКП за то, что … дал разрастись самой пустопорожней дискуссии … ошибку цектранистов … состоящую в некотором преувеличении бюрократизма … не прикрывать её надо, а исправить».
Полемика достигает апогея на X съезде РКП(б) в марте 1921 года. Открывая Съезд своим Политическим докладом, Ленин с явным раздражением отметил раскол партии на ряд «платформ», назвав его «недопустимой роскошью». Троцкий предпочитает не спорить с Лениным, и напоминает Съезду, что он ещё годом ранее предлагал замену продразвёрстки продналогом, но тогда партия его не послушала. В свою очередь, Ленин в своей речи от 14 марта 1921 года называет эти доводы «спорами о том, кто первый сказал „э“».
Троцкий же в ответ фактически обвинил Ленина в «двурушничестве»: «Нельзя одному заводить рабочую демократию, а когда она приводит к осложнениям — говорить другому по телефону: „Теперь давайте палку — это ваша специальность“. Это — двурушничество! (Аплодисменты)… Вот мое мнение: когда ЦК, — и пусть будущий ЦК намотает себе это на ус, — когда ЦК находит необходимым свою политику ломать в течение года… он не должен делать это так, чтобы его собственные ошибки вымещались на спине тех работников, которые были только исполнителями воли самого Центрального Комитета. (Голоса: „Правильно!“ Аплодисменты)»
В то же время, на X съезде РКП(б), лидер противостоящей и Троцкому, и Ленину «рабочей оппозиции» Шляпников А. Г. крайне скептически отозвался о возникших между двумя политиками разногласиях, заявив, что «Ленин и Троцкий опять соединятся, …. а потом займутся нами». Оба лидера 9 марта 1921 года прокомментировали эти выступления; Троцкий выразил готовность «соединиться» с Лениным в порядке «партийной дисциплины», заявив, что «конечно, мы соединимся, потому что мы — люди партии». Фактически такое же заявление делает и Ленин: «Конечно, мы с тов. Троцким расходились; и, когда в ЦК образуются более или менее равные группы, партия рассудит и рассудит так, что мы объединимся согласно воле и указаниям партии».
Подобные заявления ничуть не помешали Ленину и Троцкому опять углубиться в споры уже через несколько дней, 14 марта. Троцкий «особенно вежливо» назвал Ленина «архиосторожным», и упрекнул его в «путанице». Сам же Ленин в своей речи о профсоюзах от 14 марта назвал Троцкого своим «неосторожным другом», а саму «дискуссии о профсоюзах» — «…бывают крайности с обеих сторон и что гораздо чудовищнее, — были некоторые крайности некоторых милейших товарищей».
По мнению секретаря Сталина Бажанова Б. Г., с целью уменьшить влияние Троцкого Ленин в 1920 году назначил его на заведомо провальный пост наркомпути, и возвысил группу яростных соперников Троцкого, Зиновьева (с марта 1919 года — глава Коминтерна), Каменева (помощник Ленина по Совнаркому и Совету Труда и Обороны), и Сталина (с апреля 1922 — Генеральный секретарь ЦК).

После окончания гражданской войны, когда транспорт был совершенно разрушен…Ленин назначил Троцкого Народным комиссаром Путей сообщения (не без скверной задней мысли — чтобы поставить Троцкого в глупое положение). По вступлении в должность Троцкий написал патетический приказ: «Товарищи железнодорожники! Страна и революция гибнут от развала транспорта. Умрем на нашем железнодорожном посту, но пустим поезда!» В приказе было больше восклицательных знаков, чем иному делопроизводителю судьба отпускает на всю жизнь. Товарищи железнодорожники предпочли на железнодорожном посту не умирать, а как-нибудь жить, а для этого нужно было сажать картошку и мешочничать. Железнодорожники мешочничали, поезда не ходили, и Ленин, достигший своей цели, прекратил конфуз, сняв Троцкого с поста Наркомпути.
Коммунистические методы управления страной … были подвергнуты ожесточенным спорам в партийной верхушке во время знаменитой дискуссии о профсоюзах… Только через несколько лет, уже будучи секретарем Политбюро, разбираясь в старых архивных материалах Политбюро, я понял, что дискуссия была надуманной. По существу это была борьба Ленина за большинство в Центральном Комитете партии — Ленин опасался в этот момент чрезмерного влияния Троцкого, старался его ослабить и несколько отдалить от власти. Вопрос о профсоюзах, довольно второстепенный, был раздут искусственно. Троцкий почувствовал деланность всей этой ленинской махинации, и почти на два года отношения между ним и Лениным сильно охладились.

«Дискуссия о профсоюзах» завершается на X съезде РКП(б) полным поражением Троцкого: под давлением Ленина из ЦК выводится ряд сторонников Троцкого; в результате его позиции при голосовании по ключевым вопросам заметно ослабевают.
Так, члены Политбюро Н. Н. Крестинский, Л. П. Серебряков, и Е. А. Преображенский были изгнаны из Секретариата ЦК (причём первые двое вообще из ЦК), также из ЦК был выведен Смирнов И. На их место приходят Зиновьев, Молотов, Ворошилов, Орджоникидзе и Ярославский. В результате, если в декабре 1920 года Троцкий имел в ЦК 8 голосов против 7, в марте 1921 он уже оказывается в меньшинстве, усиливаются позиции Сталина, проведшего в ЦК ряд своих сторонников (в первую очередь — Молотова и Ворошилова).

## Предполагаемое возобновление блока Ленин — Троцкий (1922)
В течение 1922 года политические платформы Ленина и Троцкого постепенно вновь начали сближаться на почве одинаковых взглядов по вопросам монополии внешней торговли, вопросу об устройстве СССР (борьба Сталина с «национал-уклонизмом», ленинский план союзных республик в противовес сталинскому плану «автономизации», грузинское дело), однако, в первую очередь — по вопросу борьбы с бюрократизмом. Как впоследствии утверждал сам Троцкий в своей автобиографической работе «Моя жизнь», в конце 1922 года Ленин предложил ему составить блок на почве борьбы с бюрократизмом.
По мнению Ричарда Пайпса, Ленин с началом своей болезни в 1922 году всё больше оказывался в политической изоляции под предлогом заботы о его здоровье, и, как считает Ричард Пайпс, действительно мог искать союза с Троцким, который тогда оказался в схожем положении. Однако, вместе с тем, Ричард Пайпс указывает и на то, что единственным источником, сообщающим о подобном блоке, остаётся только сам Троцкий.
Также Ричард Пайпс, вместе с рядом других исследователей, отмечает и тот факт, что Троцкий получил от Ленина поручение поддержать против Сталина ленинскую платформу по «грузинскому делу». В этом деле ярко выявилось противоречие «великодержавного» централизаторского подхода Сталина к организации СССР и «интернационалистского» ленинского проекта. Конфликт между местными властями и представителем центрального правительства, соратником Сталина Орджоникидзе Г. К. закончился громким скандалом: Орджоникидзе избил одного из местных лидеров. Ленин увидел в этом крайне тревожный симптом происходящего, по его мнению, «возрождения держимордовского режима» имперского угнетения центром малых народов. 3 марта 1923 года Ленин пишет Троцкому записку: «…Я просил бы Вас очень взять на себя защиту грузинского дела на ЦК партии…». Платформа Ленина по национальному вопросу совпадала с платформой Троцкого, обеспокоенно отмечавшего, что «в национальном вопросе … всё откровеннее выступали клыки имперского централизма».
11 сентября 1922 года Ленин внёс на рассмотрение Политбюро вопрос о назначении Троцкого заместителем председателя Совнаркома. Часто можно встретить ошибочное мнение, что Ленин тем самым предлагал Троцкому стать «своим заместителем» и чуть ли не преемником. В действительности же речь шла о том, чтобы увеличить число заместителей председателя СНК и СТО с двух (Рыков и Цюрупа) до четырёх, за счёт Каменева и Троцкого. Таким образом, Троцкий должен был стать лишь одним из четырёх зампредсовнаркома, причём один из трёх других заместителей (Цюрупа) даже не был членом Политбюро. Кроме того, ряд ключевых наркоматов были выведены в подчинение СТО; предполагалось, что Троцкий, в качестве заместителя председателя СНК будет заниматься несколькими второстепенными наркоматами, в первую очередь Наркомпросом.
Неудивительно, что Троцкий посчитал подобное предложение унизительным. 14 сентября Политбюро «с сожалением констатирует категорический отказ т. Троцкого».
Действительно ли планировалось восстановление блока Ленин — Троцкий или нет, но в любом случае, он не успел состояться. 16 декабря 1922 года с Лениным происходит второй инсульт, после третьего инсульта 10 марта 1923 года Ленин становится полностью неспособен вести всякую политическую деятельность, и окончательно отходит от дел.

## После 1922 года
Длительное небольшевистское прошлое Троцкого помешало ему с началом в 1920-х годах острой борьбы за власть внутри ВКП(б). Многие старейшие большевистские лидеры воспринимали Троцкого как «выскочку», который присоединился к большевизму только в 1917 году, а до этого много лет находился в остром конфликте с основателем партии, Лениным. Одним из выразителей подобных настроений становится один из старейших большевиков, Сталин. В 1919 году во время обороны Царицына Сталин в качестве комиссара ВЦИК приходит к личной ссоре с председателем Реввоенсовета Троцким, в телеграмме Предсовнаркома Ленину с раздражением отметив, что «новичок Троцкий учит меня партийной дисциплине».
В своих мемуарах белоэмигрант Гуль Р. Б. приводил свидетельства бывшего большевика Александра Нагловского:

Не будет преувеличением сказать, что и в 1917 году в массах Троцкий был известнее и популярнее Ленина. Но то, что было незаметно для зрителя извне, было очевидно всякому более-менее крупному партийцу: как только Троцкий … уходил в глубь большевицкой [так в тексте] партии, он неизменно в её теле оказывался «чужероден». С 1917 года по 1920 мне часто приходилось встречаться и с Троцким и с его противниками и могу засвидетельствовать, что крайняя неприязненность к нему Зиновьева, Крестинского, Сталина, Стучки, Дзержинского, Стасовой, Крыленко и многих других проверенных ленинцев существовала всегда и редко чем-нибудь прикрывалась. Все эти люди только «терпели» Троцкого потому, что он был нужен большевицкой революции, и потому, что Ильич заключил с ним некое «джентльменское соглашение» … . Рука Ленина, поддерживающая Троцкого под спину, всегда была ощутима, и без этой руки падение Троцкого могло быть ежедневным.
… Троцкий … занимал всегда более выгодную его натуре межеумочную позицию … не идя ни под Ленина, ни под Мартова, ни тем более под Плеханова с Потресовым … . Чтобы быть объективным, надо сказать, что Троцкий интеллектуально был выше ленинцев на голову … умственное и культурное превосходство, эта бывалость и просвещённость, при невероятно эгоцентрическом характере и надменности Троцкого, при его жажде «наполеонства», сквозившей во всём, в манере, речи, полемике, вызывали естественное озлобление у головки ленинцев. А у некоторых, как у Зиновьева и у Сталина, это чувство переходило в буквальную ненависть… Стать «нечужеродным», «своим» мешали болезненное честолюбие, сознание, что если он и не Ленин, то почти Ленин. А я думаю, что наедине Троцкий ценил себя куда выше Ленина!

С началом борьбы за власть внутри ВКП(б) в 20-е годы прошлые ссоры Троцкого с Лениным превращаются в компромат, начиная с «литературной дискуссии» 1924 года. Комментируя впоследствии вышеупомянутое письмо Троцкого Чхеидзе, Сталин отмечает: «какой язычок!».
По свидетельству современника событий Либермана С. И.,

У него [Троцкого] было особое положение. Недавно ещё противник большевизма, он заставил уважать себя и считаться с каждым своим словом, но оставался всё же чуждым элементом на этом собрании старых большевиков. Другие народные комиссары, вероятно, ощущали, что ему можно простить старые грехи за нынешние заслуги, но окончательно забыть его прошлое они никогда не могли. 
Ленин, со своей стороны, уважал и подчёркивал не только военные, но, главным образом, организационные таланты Троцкого. Видно было, однако, что это вызывало подчас среди сотрудников Ленина некоторое недовольство и ревность. Ленин, вероятно, ценил революционный темперамент Троцкого и помнил его роль в подготовке и осуществлении захвата власти в октябре 1917 года; кроме того, всем было отлично известно, что Троцкий фактически создал Красную Армию и, благодаря своей неутомимой энергии и пламенному темпераменту, обеспечил её победу над белым движением. 
…когда Ленин умирал, казалось несомненным, что либо Троцкий один займет пост вождя, либо разделит его с кем-либо из ближайших соратников Ленина.

Однако большинство партийных вождей решили всё же не связываться со своевольным и взрывоопасным Троцким, предпочтя ему создание «тройки» Зиновьев-Каменев-Сталин. По выражению Ломова (Оппокова), «Революция вошла в свою колею, и теперь нам нужны не гении, а хорошие, скромные вожди, которые будут двигать наш паровоз дальше по тем же рельсам. А с Львом Давидовичем никогда не знаешь, куда он заведёт».
В то же время историк Дмитрий Волкогонов подчёркивает, что в документах, написанным Троцким после 1917 года невозможно найти ни одного упоминания Ленина в негативном тоне; оскорбительные выражения в адрес Ленина, вроде «узурпатор» или «эксплуататор всякой отсталости рабочего класса» с началом революции из лексики Троцкого полностью исчезают, сменившись восхвалением ленинской «гениальности». 22 января 1924 года Троцкий пишет для «Правды» заметку «Нет Ленина» (опубликована 24 января), в которой, в частности, написал: «… Дыхательный центр мозга — отказался служить — потушил центр гениальной мысли. И вот нет Ильича. Партия осиротела. Осиротел рабочий класс. Именно это чувство порождается прежде всего вестью о смерти учителя, вождя. Как пойдем вперёд, найдем ли дорогу, не собьёмся ли? Ибо Ленина, товарищи, с нами больше нет».
Все работы, написанные Троцким уже после изгнания из СССР, наполнены бесконечными славословиями в адрес Ленина, которого, в частности, он называет «своим учителем». Вместе с тем Троцкий был против бальзамирования тела Ленина, заявив, что это «не имеет ничего общего с наукой марксизма». К этой точке зрения в январе 1924 года присоединились также Бухарин, отметивший, что данный шаг не имеет ничего общего с мировоззрением самого Ленина, и Каменев, назвавший поклонение мумии Ленина в Мавзолее «самым настоящим поповством».

## В культуре
Возникший в 1917 году блок Ленин — Троцкий, отразился и, как указывает исследователь Михаил Мельниченко, в существовавших тогда политических анекдотах, изображавших обоих лидеров как некое «политическое единство», хотя зачастую они и противопоставлялись друг другу «по этнической линии» («Российскую республику назвали РСФСР, чтобы название одинаково читали Ленин (слева направо) и Троцкий (справа налево)», или также: «Ленин Троцкому сказал: я муки сейчас достал. Мне кулич, тебе маца. Ламца-дрица-гоп-ца-ца»).
По крайней мере до 1925 года в анекдотах о Ленине он, как правило, изображается спутником Троцкого. Последний анекдот, зафиксировавший «Ленина и Троцкого», как единое целое, относится, по данным Михаила Мельниченко, к 1935 году. После этого Троцкий постепенно превращается в «основного оппонента [Ленина], комическое олицетворение мирового зла, политической и нравственной беспринципности».

Юмористически изобразил блок Ленин-Троцкий в 1921 году российский сатирик Аверченко А. Т.; в своём фельетоне «Короли у себя дома» он создал картину домашнего быта ссорящейся супружеской пары. Для создания большего комического эффекта реально существовавшие отношения подчинённости между Предсовнаркома (премьер-министром) Лениным и наркомвоенмором (одним из министров) Троцким были перевёрнуты вверх ногами; ведущим началом автор изобразил именно Троцкого.

Троцкий вскакивает, нервно ходит по палате, потом останавливается. Сердито:
— Кременчуг взят. На Киев идут. Понимаешь?
— Что ты говоришь! А как же наши доблестные красные полки, авангард мировой революции?..
— Доблестные? Да моя бы воля, так я бы эту сволочь…
— Лёвушка… Что за слово…
— Э, не до слов теперь, матушка. Кстати: ты транспорт-то со снарядами послала в Курск?
— Откуда же я их возьму, когда тот завод не работает, этот бастует… Рожу я тебе их, что ли? Ты вот о чём подумай!
— Да? Я должен думать?! Обо всем, да? Муж и воюй, и страну организуй, и то и сё, а жена только по диванам валяется да глупейшего Карла Маркса читает? Эти романчики пора уже оставить…